# Princeton (Minnesota)
Princeton ist eine Kleinstadt (mit dem Status „City“) im Mille Lacs und im Sherburne County im US-amerikanischen Bundesstaat Minnesota. Das U.S. Census Bureau hat bei der Volkszählung 2020 eine Einwohnerzahl von 4.819 ermittelt.

## Geografie
Princeton liegt im nordöstlichen Zentrum Minnesotas am Rum River, einem linken Nebenfluss des oberen Mississippi. Die geografischen Koordinaten sind 45°34′12″ nördlicher Breite und 93°34′54″ westlicher Länge. Die Stadt erstreckt sich über 13,42 Quadratkilometer, wovon 0,57 Quadratkilometer Wasserfläche sind.
Benachbarte Orte von Princeton sind Pease (17 km nordnordwestlich) und Zimmerman (14,8 km südlich).
Die nächstgelegenen größeren Städte sind Minneapolis (81 km südsüdöstlich), Minnesotas Hauptstadt Saint Paul (95 km in der gleichen Richtung), Duluth am Oberen See (209 km nordöstlich), Sioux Falls in South Dakota (407 km südwestlich), Fargo in North Dakota (324 km nordwestlich) und Eau Claire in Wisconsin (224 km südöstlich).

## Verkehr
Der U.S. Highway 169 verläuft in Nord-Süd-Richtung als westliche Umgehungsstraße des Zentrums von Princeton. Nordwestlich des Zentrums wird der US 169 von der Minnesota State Route 95 gekreuzt. Alle weiteren Straßen sind untergeordnete Landstraßen und teils unbefestigte Fahrwege sowie innerörtliche Verbindungsstraßen.
Im südwestlichen Stadtgebiet befindet sich mit dem Princeton Municipal Airport ein kleiner Regionalflugplatz. Der nächste internationale Flughafen ist der Minneapolis-Saint Paul International Airport (104 km südsüdöstlich).

## Geschichte
1847 kamen erstmals Weiße in die Gegend um die heutige Stadt Princeton und entdeckten ausgedehnte Kiefernwälder. Kurz darauf begann die Gewinnung von Nutzholz und dessen Verarbeitung.
1849 wurde das erste Gebäude auf dem heutigen Stadtgebiet errichtet, das als Rastplatz diente. 1854 wurde ein weiteres Gebäude errichtet und wurde zum Wohnhaus von A. B. Damon, dem ersten ständigen Siedler des Ortes.
1855 wurde Princeton planmäßig als Siedlungsplatz angelegt. Benannt wurde es nach dem Unternehmer John S. Prince. 1856 wurde eine Sägemühle und eine Schmiede errichtet sowie ein Postamt eröffnet. Im gleichen Jahr kam auch ein Hotel dazu.
1858 waren die zehn südlichen Townships des heutigen Mille Lacs County, wo auch Princeton lag, als Monroe County bekannt. Als im Jahr 1860 das heutige Mille Lacs County gebildet wurde, kam der Sitz der Verwaltung nach Princeton, wo er bis 1920 blieb.
1989 wurde ein zweites Hotel errichtet. Im Jahr 1870 gab es in Princeton drei Einzelhändler, zwei große Hotels, zwei dampfbetriebene Sägemühlen, eine Getreidemühle, eine Anwaltskanzlei, zwei Kirchen, ein Wagenbauer, vier Schmieden, zwei Schuhmacherwerkstätten, zwei Tischlereien und das einzige Postamt der Umgebung. 1873 erschien mit dem Princeton Appeal die erste Zeitung in Princeton.
1877 wurde Princeton aus der umgebenden Township herausgelöst und als Village of Princeton inkorporiert.
Im Jahr 1886 wurde Princeton an das Eisenbahnnetz angeschlossen. Die Strecke der Great Northern Railway verlief von den Tin Cities nach Duluth am Oberen See.
Um 1890 war die Stadt neben der vorher prägenden Holzindustrie auch zu einem Zentrum der Agrarwirtschaft geworden. Insbesondere Weizen- und Kartoffelanbau sowie deren Verarbeitung spielten in Princeton und seiner Umgebung eine zunehmende Rolle.
Nach 1889 wurde Princeton zu einem der größten Ziegeleistandorte Minnesotas.
1908 wurde eine genossenschaftlich betriebene Molkerei eröffnet. Ab etwa 1920 wurde die Molkereiindustrie zum wichtigsten Wirtschaftszweig der Stadt und behielt diese Rolle bis in die späten 1970er Jahre.
In den 1980er Jahren siedelten sich verschiedene Industriebetriebe an, darunter Möbel-, Metall- und Druckindustrie sowie eine Alkoholdestillerie und verschiedene Speditionen.

## Demografische Daten
Nach der Volkszählung im Jahr 2010 lebten in Princeton 4698 Menschen in 1926 Haushalten. Die Bevölkerungsdichte betrug 366 Einwohner pro Quadratkilometer. In den 1926 Haushalten lebten statistisch je 2,35 Personen.
Ethnisch betrachtet setzte sich die Bevölkerung zusammen aus 96,5 Prozent Weißen, 0,4 Prozent Afroamerikanern, 0,7 Prozent amerikanischen Ureinwohnern, 0,3 Prozent Asiaten sowie 0,2 Prozent aus anderen ethnischen Gruppen; 2,0 Prozent stammten von zwei oder mehr Ethnien ab. Unabhängig von der ethnischen Zugehörigkeit waren 1,7 Prozent der Bevölkerung spanischer oder lateinamerikanischer Abstammung.
24,5 Prozent der Bevölkerung waren unter 18 Jahre alt, 56,1 Prozent waren zwischen 18 und 64 und 19,4 Prozent waren 65 Jahre oder älter. 53,3 Prozent der Bevölkerung war weiblich.

Das mittlere jährliche Einkommen eines Haushalts lag bei 38.741 USD. Das Pro-Kopf-Einkommen betrug 20.123 USD. 13,3 Prozent der Einwohner lebten unterhalb der Armutsgrenze.

## Söhne und Töchter
- Rod Grams (1948–2013), Politiker, Fernsehmoderator und Unternehmer
- Bob Backlund (* 1949), Wrestler